# جزيرة أم الكتف
جزيرة أم الكتف عبارة عن جزيرة صغيرة تقع في البحر الأحمر جنوب غرب السعودية، وتتبع منطقة جازان. حيث تقع بالقرب من جزيرة آمنة تحديداً عند تقاطع دائرة العرض (16,48,34) شمالا مع خط الطول (42,27,39) شرقا؛ وتبعد حوالي 13 كم جنوب غرب ميناء مدينة جازان، وحوالي 29 كم شرق جزيرة فرسان. وقد تم طرح الجزيرة في عام 2013 م، للاستثمار السياحي من قبل أمانة منطقة جازان.

## التكوين
تبلغ مساحة الجزيرة حوالي 220,000 م2، ويبلغ أقصى طول لها 585 م، وأقصى اتساع لها 405 م في الجزء الشمالي من الجزيرة.

## المشروع
تم طرح جزيرة أم الكتف من قبل وزارة الشؤون البلدية والقروية ممثلة بأمانة منطقة جازان كمشروع استثماري، وتقوم فكرة المشروع على أن تكون الجزيرة منتجع سياحي، وبذلك تكون ثاني جزيرة تطرح للاستثمار بعد جزيرة آمنة التي طرحت هي الأخرى للاستثمار. يشتمل المشروع على:
- وحدات للإيواء لها شواطئ خاصة بمساحات كبيرة.
- وحدات للإيواء متنوعة الحجم بين صغيرة ومتوسطة مطلة على البحر.
- وحدات الإيواء العائمة.
- منطقة مطاعم وأنشطة ترفيهية.
- منتجع صحي وجزر استرخاء.
- مرسى للقوارب واليخوت.
- نادي الغوص والأنشطة البحرية.